# Jan John
Jan John (13. června 1850, Žimutice – 28. března 1920, Tábor) byl český přírodovědec, učitel – středoškolský profesor, botanik a entomolog – hlavně lepidopterolog, který má význam především jako autor některých významných entomologických, ale i jiných přírodovědně zaměřených publikací.
Narodil se v Žimuticích. Po skončení základní školy pokračoval v dalším studiu a po ukončení univerzitních studií nastoupil jako profesor přírodopisu na c.k. reálce v Praze 1, kde vyučoval až do roku 1905. Byl profesorem c.k. českého ústavu ku vzdělávání učitelů v Soběslavi. Narodila se mu tu dcera Helena, pozdější slavná sochařka Helena Johnová. V roce 1896 přišel v Soběslavi s nápadem založit městské muzeum. V roce 1906 nastoupil jako ředitel na c.k. reálku v Táboře. V roce 1916 byl jmenovaný c. k. vládním radou.  
Zemřel v Táboře.

## Entomologické aktivity

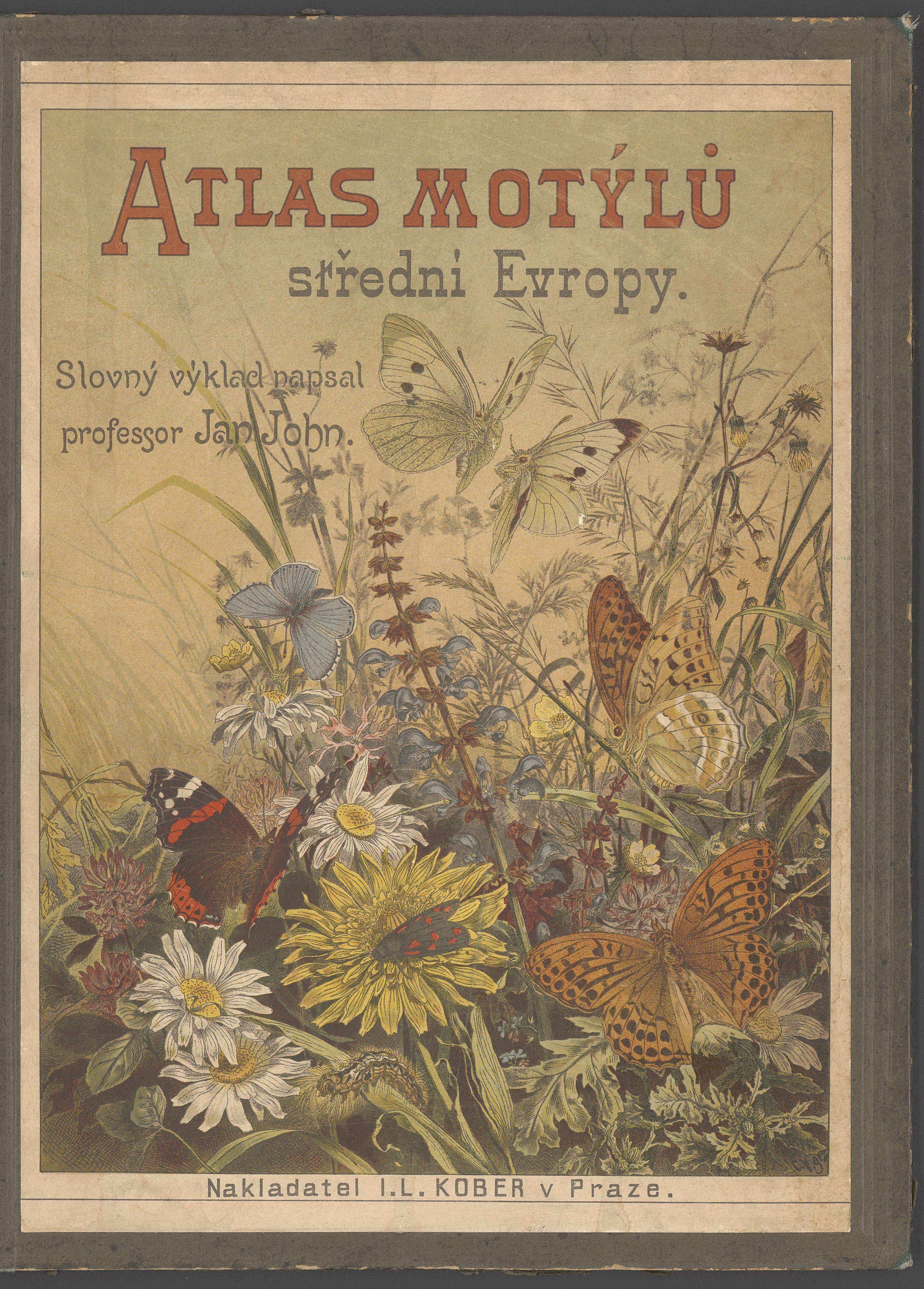
Obálka Johnova Atlasu motýlů střední Evropy z roku 1900

Již během studií začal získávat znalosti a zkušenosti u prof. Antonína Friče v zoologickém oddělení Musea Království českého. V entomologii se zabýval především motýly, jako pedagog pak svůj zájem zaměřoval šířeji na přírodopis jako takový, k celkové potřebě vzdělávání a své pedagogické práci. Pro entomologii má velký význam jeho dílo Atlas motýlů střední Evropy, které je koncipováno jako určovací příručka se zdařilými ilustracemi velkého množství tehdy známých druhů motýlů vyskytujících se na území Čech a střední Evropy. Knihu vydalo v roce nakladatelství 1900 I. L. Kober v Praze a dodnes ji lze nalézt v antikvariátech jako velmi vzácnou raritu z oboru entomologie. Ve své době sloužila potřebám zájemců o lepidopterologii, podobně jako jeho další přírodovědně zaměřená díla pokrývala další oblasti přírodních věd: Atlas rostlin, Atlas hub a Přírodopis živočišstva.